# Deens voetbalelftal onder 21 (mannen)
Het Deens voetbalelftal onder-21 is het nationale elftal voor spelers onder de 21 jaar uit Denemarken en wordt bestuurd door de Deense voetbalbond. Dit team bestaat sinds 1976.

## Resultaten

### EK onder-21
- 1978 – Kwartfinale
- 1980 t/m 1984 – Niet gekwalificeerd
- 1986 – Kwartfinale
- 1988 en 1990 – Niet gekwalificeerd
- 1992 – Halve finale
- 1994 t/m 2004 – Niet gekwalificeerd
- 2006 – Groepsfase
- 2007 t/m 2009 – Niet gekwalificeerd
- 2011 – Groepsfase
- 2013 - Niet gekwalificeerd
- 2015 - Halve finale
- 2017 – Groepsfase

### Olympische Spelen
Tot en met de Olympische Zomerspelen 1988 mochten eerste nationale elftallen meedoen aan de Olympische Spelen. Sinds de Olympische Zomerspelen 1992 mogen alleen onder-23 teams deelnemen.

#### Olympische Spelen 1992(Barcelona,Spanje)
Onder leiding van bondscoach Viggo Jensen strandde de Deense nationale ploeg in de groepsronde na twee gelijke spelen en een nederlaag.
|                                                                |                   |       |                              |                                                                                      |
| 26 juli Olympische Spelen Groep D «onderlinge duels» 19:00 uur | Denemarken        | 1 – 1 | Mexico                       | Estadio La Romareda, Zaragoza Toeschouwers: 8.000 Scheidsrechter: Fabio Baldas (ITA) |
| 26 juli Olympische Spelen Groep D «onderlinge duels» 19:00 uur | Claus Thomsen 85' |       | 39' (pen.) Francisco Rotllan | Estadio La Romareda, Zaragoza Toeschouwers: 8.000 Scheidsrechter: Fabio Baldas (ITA) |

|                                                                |            |       |       |                                                                                                |
| 28 juli Olympische Spelen Groep D «onderlinge duels» 19:00 uur | Denemarken | 0 – 0 | Ghana | Estadio La Romareda, Zaragoza Toeschouwers: 5.000 Scheidsrechter: Juan Francisco Escobar (PAR) |
| 28 juli Olympische Spelen Groep D «onderlinge duels» 19:00 uur |            |       |       | Estadio La Romareda, Zaragoza Toeschouwers: 5.000 Scheidsrechter: Juan Francisco Escobar (PAR) |

|                                                                |            |                                                    |           |                                                                                 |
| 30 juli Olympische Spelen Groep D «onderlinge duels» 19:00 uur | Denemarken | 0 – 3                                              | Australië | Nova Creu Alta, Sabadell Toeschouwers: 3.000 Scheidsrechter: Fabio Baldas (ITA) |
| 30 juli Olympische Spelen Groep D «onderlinge duels» 19:00 uur |            | 32' John Markovski 60' Damian Mori 75' Tony Vidmar |           | Nova Creu Alta, Sabadell Toeschouwers: 3.000 Scheidsrechter: Fabio Baldas (ITA) |

#### 1996t/m2012
- Niet gekwalificeerd

## Meeste wedstrijden
| Plek | Speler            | Club(s)                   | Wedstrijden | Goals | Jaren     |
| ---- | ----------------- | ------------------------- | ----------- | ----- | --------- |
| 1    | Jonas Kamper      | Brøndby IF                | 39          | 3     | 2002–2006 |
| 2    | Martin Jørgensen  | Aarhus GF, Udinese        | 31          | 9     | 1994–1997 |
| 2    | Michael Jakobsen  | Aalborg BK                | 31          | 4     | 2005–2008 |
| 4    | Rasmus Würtz      | Skive IK, Aalborg BK      | 29          | 1     | 2002–2006 |
| 5    | Martin Pedersen   | Aalborg BK, SønderjyskE   | 28          | 0     | 2002–2006 |
| 6    | Thomas Kahlenberg | Brøndby IF, AJ Auxerre    | 26          | 10    | 2002–2006 |
| 7    | Peter Madsen      | Brøndby IF                | 25          | 7     | 1997–1999 |
| 7    | Christian Magleby | Brøndby IF, Lyngby BK     | 25          | 4     | 1996–1999 |
| 7    | Peter Degn        | Aarhus GF, Everton        | 25          | 3     | 1996–1999 |
| 7    | Jonas Troest      | Silkeborg IF, Hannover 96 | 25          | 0     | 2004–2006 |

Post scriptum: Club(s) staat voor de clubs waar de speler speelde, toen hij deze duels speelde voor het nationale team. Spelers die dikgedrukt zijn, speelden minimaal één duel voor het eerste nationale team.

## Meeste doelpunten
| Plek | Speler              | Club(s)                                             | Goals | Wedstrijden | Jaren     |
| ---- | ------------------- | --------------------------------------------------- | ----- | ----------- | --------- |
| 1    | Peter Møller        | Aalborg BK                                          | 16    | 22          | 1990–1993 |
| 2    | Nicki Bille Nielsen | Reggina Calcio, AC Martina, Nordsjælland, Villareal | 15    | 24          | 2007–2011 |
| 3    | Tommy Bechmann      | Esbjerg fB                                          | 11    | 15          | 2002–2003 |
| 4    | Thomas Kahlenberg   | Brøndby IF, AJ Auxerre                              | 10    | 26          | 2002–2006 |
| 5    | Preben Elkjær       | Vanløse IF, 1. FC Köln, KSC Lokeren                 | 9     | 9           | 1976–1979 |
| 5    | Morten Rasmussen    | Aarhus GF                                           | 9     | 21          | 2004–2006 |
| 5    | Martin Jørgensen    | Aarhus GF, Udinese                                  | 9     | 31          | 1994–1997 |
| 8    | Bent Jensen         | B 1913                                              | 8     | 10          | 1966–1968 |
| 8    | Per Frandsen        | B 1903, OSC Lille                                   | 8     | 21          | 1989–1992 |
| 8    | Miklos Molnar       | BK Frem, Standard Luik, Lyngby BK                   | 8     | 21          | 1989–1992 |

Post scriptum: Club(s) staat voor de clubs waar de speler speelde, toen hij deze doelpunten maakte voor het nationale team. Spelers die dikgedrukt zijn, speelden minimaal één duel voor het eerste nationale team.

## Coaches
- 1976–1980: Tommy Troelsen
- 1980–1989: Richard Møller Nielsen
- 1989–1992: Viggo Jensen
- 1992–1999: Jan B. Poulsen
- 2000–2006: Flemming Serritslev
- 2006–2011: Keld Bordinggaard
- 2011–2013: Morten Wieghorst
- 2013–2015: Jess Thorup
- 2015–heden: Niels Frederiksen

## Selecties

### Europees kampioenschap
| Selectie van Denemarken bij het Europees kampioenschap 2006 | Selectie van Denemarken bij het Europees kampioenschap 2006 | Selectie van Denemarken bij het Europees kampioenschap 2006 | Selectie van Denemarken bij het Europees kampioenschap 2006 | Selectie van Denemarken bij het Europees kampioenschap 2006 | Selectie van Denemarken bij het Europees kampioenschap 2006 | Selectie van Denemarken bij het Europees kampioenschap 2006 | Selectie van Denemarken bij het Europees kampioenschap 2006 | Selectie van Denemarken bij het Europees kampioenschap 2006 |
| №                                                           | Naam                                                        | Wed.                                                        | Dlpnt.                                                      | Club                                                        |                                                             |                                                             |                                                             |                                                             |
| ----------------------------------------------------------- | ----------------------------------------------------------- | ----------------------------------------------------------- | ----------------------------------------------------------- | ----------------------------------------------------------- | ----------------------------------------------------------- | ----------------------------------------------------------- | ----------------------------------------------------------- | ----------------------------------------------------------- |
| Doel                                                        |                                                             |                                                             |                                                             |                                                             |                                                             |                                                             |                                                             |                                                             |
| 1                                                           | Kevin Stuhr Ellegaard                                       |                                                             |                                                             | Hertha BSC                                                  |                                                             |                                                             |                                                             |                                                             |
| 16                                                          | Theis Rasmussen                                             |                                                             |                                                             | Vejle BK                                                    |                                                             |                                                             |                                                             |                                                             |
| 22                                                          | Jesper Hansen                                               |                                                             |                                                             | FC Nordsjælland                                             |                                                             |                                                             |                                                             |                                                             |
| Verdediging                                                 |                                                             |                                                             |                                                             |                                                             |                                                             |                                                             |                                                             |                                                             |
| 2                                                           | Michael Jakobsen                                            |                                                             |                                                             | Aalborg BK                                                  |                                                             |                                                             |                                                             |                                                             |
| 3                                                           | Leon Andreasen                                              |                                                             |                                                             | Werder Bremen                                               |                                                             |                                                             |                                                             |                                                             |
| 4                                                           | Daniel Agger                                                |                                                             |                                                             | Liverpool FC                                                |                                                             |                                                             |                                                             |                                                             |
| 5                                                           | Martin Pedersen                                             |                                                             |                                                             | SønderjyskE                                                 |                                                             |                                                             |                                                             |                                                             |
| 14                                                          | Henrik Kildentoft                                           |                                                             |                                                             | Brøndby IF                                                  |                                                             |                                                             |                                                             |                                                             |
| 15                                                          | Frank Hansen                                                |                                                             |                                                             | Esbjerg fB                                                  |                                                             |                                                             |                                                             |                                                             |
| 17                                                          | Jonas Troest                                                |                                                             |                                                             | Hannover 96                                                 |                                                             |                                                             |                                                             |                                                             |
| 20                                                          | Simon Poulsen                                               |                                                             |                                                             | FC Midtjylland                                              |                                                             |                                                             |                                                             |                                                             |
| Middenveld                                                  |                                                             |                                                             |                                                             |                                                             |                                                             |                                                             |                                                             |                                                             |
| 6                                                           | Rasmus Würtz                                                |                                                             |                                                             | Aalborg BK                                                  |                                                             |                                                             |                                                             |                                                             |
| 7                                                           | Martin Bergvold                                             |                                                             |                                                             | FC Kopenhagen                                               |                                                             |                                                             |                                                             |                                                             |
| 8                                                           | Jacob Sørensen                                              |                                                             |                                                             | SønderjyskE                                                 |                                                             |                                                             |                                                             |                                                             |
| 9                                                           | Jonas Kamper                                                |                                                             |                                                             | Brøndby IF                                                  |                                                             |                                                             |                                                             |                                                             |
| 10                                                          | Thomas Kahlenberg                                           |                                                             |                                                             | AJ Auxerre                                                  |                                                             |                                                             |                                                             |                                                             |
| 12                                                          | Jakob Poulsen                                               |                                                             |                                                             | sc Heerenveen                                               |                                                             |                                                             |                                                             |                                                             |
| 13                                                          | Niki Zimling                                                |                                                             |                                                             | Esbjerg fB                                                  |                                                             |                                                             |                                                             |                                                             |
| 18                                                          | Mikkel Thygesen                                             |                                                             |                                                             | FC Midtjylland                                              |                                                             |                                                             |                                                             |                                                             |
| Aanval                                                      |                                                             |                                                             |                                                             |                                                             |                                                             |                                                             |                                                             |                                                             |
| 11                                                          | Morten Rasmussen                                            |                                                             |                                                             | Brøndby IF                                                  |                                                             |                                                             |                                                             |                                                             |
| 19                                                          | Johan Absalonsen                                            |                                                             |                                                             | Brøndby IF                                                  |                                                             |                                                             |                                                             |                                                             |
| 21                                                          | Nicklas Bendtner                                            |                                                             |                                                             | Arsenal FC                                                  |                                                             |                                                             |                                                             |                                                             |
| Bondscoach: Flemming Serritslev                             |                                                             |                                                             |                                                             |                                                             |                                                             |                                                             |                                                             |                                                             |

| Selectie van Denemarken bij het Europees kampioenschap 2011 | Selectie van Denemarken bij het Europees kampioenschap 2011 | Selectie van Denemarken bij het Europees kampioenschap 2011 | Selectie van Denemarken bij het Europees kampioenschap 2011 | Selectie van Denemarken bij het Europees kampioenschap 2011 | Selectie van Denemarken bij het Europees kampioenschap 2011 | Selectie van Denemarken bij het Europees kampioenschap 2011 | Selectie van Denemarken bij het Europees kampioenschap 2011 | Selectie van Denemarken bij het Europees kampioenschap 2011 |
| №                                                           | Naam                                                        | Wed.                                                        | Dlpnt.                                                      | Club                                                        |                                                             |                                                             |                                                             |                                                             |
| ----------------------------------------------------------- | ----------------------------------------------------------- | ----------------------------------------------------------- | ----------------------------------------------------------- | ----------------------------------------------------------- | ----------------------------------------------------------- | ----------------------------------------------------------- | ----------------------------------------------------------- | ----------------------------------------------------------- |
| Doel                                                        |                                                             |                                                             |                                                             |                                                             |                                                             |                                                             |                                                             |                                                             |
| 1                                                           | Jonas Lössl                                                 |                                                             |                                                             | FC Midtjylland                                              |                                                             |                                                             |                                                             |                                                             |
| 16                                                          | Mikkel Andersen                                             |                                                             |                                                             | Reading FC                                                  |                                                             |                                                             |                                                             |                                                             |
| 23                                                          | Nicklas Højlund                                             |                                                             |                                                             | Lyngby BK                                                   |                                                             |                                                             |                                                             |                                                             |
| Verdediging                                                 |                                                             |                                                             |                                                             |                                                             |                                                             |                                                             |                                                             |                                                             |
| 2                                                           | Anders Randrup                                              |                                                             |                                                             | Brøndby IF                                                  |                                                             |                                                             |                                                             |                                                             |
| 3                                                           | Mathias Jørgensen                                           |                                                             |                                                             | FC Kopenhagen                                               |                                                             |                                                             |                                                             |                                                             |
| 4                                                           | Andreas Bjelland                                            |                                                             |                                                             | FC Nordsjælland                                             |                                                             |                                                             |                                                             |                                                             |
| 5                                                           | Nicolai Boilesen                                            |                                                             |                                                             | AFC Ajax                                                    |                                                             |                                                             |                                                             |                                                             |
| 7                                                           | Daniel Wass                                                 |                                                             |                                                             | Brøndby IF                                                  |                                                             |                                                             |                                                             |                                                             |
| 13                                                          | Lasse Nielsen                                               |                                                             |                                                             | Aalborg BK                                                  |                                                             |                                                             |                                                             |                                                             |
| 15                                                          | Jesper Juelsgård                                            |                                                             |                                                             | FC Midtjylland                                              |                                                             |                                                             |                                                             |                                                             |
| 19                                                          | Frederik Sørensen                                           |                                                             |                                                             | Juventus                                                    |                                                             |                                                             |                                                             |                                                             |
| Middenveld                                                  |                                                             |                                                             |                                                             |                                                             |                                                             |                                                             |                                                             |                                                             |
| 6                                                           | Mads Albæk                                                  |                                                             |                                                             | FC Midtjylland                                              |                                                             |                                                             |                                                             |                                                             |
| 8                                                           | Mike Jensen                                                 |                                                             |                                                             | Brøndby IF                                                  |                                                             |                                                             |                                                             |                                                             |
| 10                                                          | Christian Eriksen                                           |                                                             |                                                             | AFC Ajax                                                    |                                                             |                                                             |                                                             |                                                             |
| 12                                                          | Mads Fenger                                                 |                                                             |                                                             | Randers FC                                                  |                                                             |                                                             |                                                             |                                                             |
| 17                                                          | Thomas Delaney                                              |                                                             |                                                             | FC Kopenhagen                                               |                                                             |                                                             |                                                             |                                                             |
| 18                                                          | Kasper Povlsen                                              |                                                             |                                                             | Aarhus GF                                                   |                                                             |                                                             |                                                             |                                                             |
| 20                                                          | Matti Lund Nielsen                                          |                                                             |                                                             | FC Nordsjælland                                             |                                                             |                                                             |                                                             |                                                             |
| 22                                                          | Bashkim Kadrii                                              |                                                             |                                                             | Odense BK                                                   |                                                             |                                                             |                                                             |                                                             |
| Aanval                                                      |                                                             |                                                             |                                                             |                                                             |                                                             |                                                             |                                                             |                                                             |
| 9                                                           | Nicolai Jørgensen                                           |                                                             |                                                             | Bayer Leverkusen                                            |                                                             |                                                             |                                                             |                                                             |
| 11                                                          | Nicolaj Agger                                               |                                                             |                                                             | Brøndby IF                                                  |                                                             |                                                             |                                                             |                                                             |
| 14                                                          | Nicki Bille Nielsen                                         |                                                             |                                                             | Villarreal CF                                               |                                                             |                                                             |                                                             |                                                             |
| 21                                                          | Henrik Dalsgaard                                            |                                                             |                                                             | Aalborg BK                                                  |                                                             |                                                             |                                                             |                                                             |
| Bondscoach: Keld Bordinggaard                               |                                                             |                                                             |                                                             |                                                             |                                                             |                                                             |                                                             |                                                             |

| Selectie van Denemarken bij het Europees kampioenschap 2017 | Selectie van Denemarken bij het Europees kampioenschap 2017 | Selectie van Denemarken bij het Europees kampioenschap 2017 | Selectie van Denemarken bij het Europees kampioenschap 2017 | Selectie van Denemarken bij het Europees kampioenschap 2017 | Selectie van Denemarken bij het Europees kampioenschap 2017 | Selectie van Denemarken bij het Europees kampioenschap 2017 | Selectie van Denemarken bij het Europees kampioenschap 2017 | Selectie van Denemarken bij het Europees kampioenschap 2017 |
| №                                                           | Naam                                                        | Wed.                                                        | Dlpnt.                                                      | Club                                                        |                                                             |                                                             |                                                             |                                                             |
| ----------------------------------------------------------- | ----------------------------------------------------------- | ----------------------------------------------------------- | ----------------------------------------------------------- | ----------------------------------------------------------- | ----------------------------------------------------------- | ----------------------------------------------------------- | ----------------------------------------------------------- | ----------------------------------------------------------- |
| Doel                                                        |                                                             |                                                             |                                                             |                                                             |                                                             |                                                             |                                                             |                                                             |
| 1                                                           | Jeppe Højbjerg                                              |                                                             |                                                             | Esbjerg fB                                                  |                                                             |                                                             |                                                             |                                                             |
| 16                                                          | Thomas Hagelskjær                                           |                                                             |                                                             | Aarhus GF                                                   |                                                             |                                                             |                                                             |                                                             |
| 22                                                          | Daniel Iversen                                              |                                                             |                                                             | Leicester City U23                                          |                                                             |                                                             |                                                             |                                                             |
| Verdediging                                                 |                                                             |                                                             |                                                             |                                                             |                                                             |                                                             |                                                             |                                                             |
| 2                                                           | Frederik Holst                                              |                                                             |                                                             | Brøndby IF                                                  |                                                             |                                                             |                                                             |                                                             |
| 3                                                           | Andreas Maxsø                                               |                                                             |                                                             | FC Nordsjælland                                             |                                                             |                                                             |                                                             |                                                             |
| 4                                                           | Patrick Banggaard                                           |                                                             |                                                             | SV Darmstadt 98                                             |                                                             |                                                             |                                                             |                                                             |
| 5                                                           | Jakob Blåbjerg                                              |                                                             |                                                             | Aalborg BK                                                  |                                                             |                                                             |                                                             |                                                             |
| 12                                                          | Rasmus Kristensen                                           |                                                             |                                                             | FC Midtjylland                                              |                                                             |                                                             |                                                             |                                                             |
| 13                                                          | Joachim Andersen                                            |                                                             |                                                             | FC Twente                                                   |                                                             |                                                             |                                                             |                                                             |
| 15                                                          | Mads Pedersen                                               |                                                             |                                                             | FC Nordsjælland                                             |                                                             |                                                             |                                                             |                                                             |
| 20                                                          | Jacob Rasmussen                                             |                                                             |                                                             | Rosenborg BK                                                |                                                             |                                                             |                                                             |                                                             |
| Middenveld                                                  |                                                             |                                                             |                                                             |                                                             |                                                             |                                                             |                                                             |                                                             |
| 6                                                           | Christian Nørgaard                                          |                                                             |                                                             | Brøndby IF                                                  |                                                             |                                                             |                                                             |                                                             |
| 7                                                           | Andrew Hjulsager                                            |                                                             |                                                             | Celta de Vigo                                               |                                                             |                                                             |                                                             |                                                             |
| 8                                                           | Lasse Christensen                                           |                                                             |                                                             | Burton Albion                                               |                                                             |                                                             |                                                             |                                                             |
| 10                                                          | Lucas Andersen                                              |                                                             |                                                             | Grasshopper Club                                            |                                                             |                                                             |                                                             |                                                             |
| 14                                                          | Casper Nielsen                                              |                                                             |                                                             | Odense BK                                                   |                                                             |                                                             |                                                             |                                                             |
| 17                                                          | Mathias Jensen                                              |                                                             |                                                             | FC Nordsjælland                                             |                                                             |                                                             |                                                             |                                                             |
| 18                                                          | Emiliano Marcondes                                          |                                                             |                                                             | FC Nordsjælland                                             |                                                             |                                                             |                                                             |                                                             |
| 19                                                          | Frederik Børsting                                           |                                                             |                                                             | Aalborg BK                                                  |                                                             |                                                             |                                                             |                                                             |
| Aanval                                                      |                                                             |                                                             |                                                             |                                                             |                                                             |                                                             |                                                             |                                                             |
| 9                                                           | Marcus Ingvartsen                                           |                                                             |                                                             | FC Nordsjælland                                             |                                                             |                                                             |                                                             |                                                             |
| 11                                                          | Kenneth Zohore                                              |                                                             |                                                             | Cardiff City                                                |                                                             |                                                             |                                                             |                                                             |
| 21                                                          | Kasper Junker                                               |                                                             |                                                             | Aarhus GF                                                   |                                                             |                                                             |                                                             |                                                             |
| 23                                                          | Mikkel Duelund                                              |                                                             |                                                             | FC Midtjylland                                              |                                                             |                                                             |                                                             |                                                             |
| Bondscoach: Niels Frederiksen                               |                                                             |                                                             |                                                             |                                                             |                                                             |                                                             |                                                             |                                                             |